# Roncus julianus
Espèce
Roncus julianus est une espèce de pseudoscorpions de la famille des Neobisiidae.

## Distribution
Cette espèce se rencontre en Italie et en Autriche.

## Publication originale
- Caporiacco, 1949 : Aracnidi delle Venezia Giulia. Atti del Museo Civico di Storia Naturel di Trieste, vol. 17, p. 137-151.